# كيفن إلدون
كيفن إلدون (بالإنجليزية: Kevin Eldon)‏ هو ممثل بريطاني، ولد في 3 أكتوبر 1960 في اتشثام ‏ في المملكة المتحدة.

## أعمال

### أفلام
- (2012) فيديو الزفاف

## وصلات خارجية
- كيفن إلدون على موقع IMDb (الإنجليزية)
- كيفن إلدون على موقع ميوزك برينز (الإنجليزية)
- كيفن إلدون على موقع ديسكوغز (الإنجليزية)
- كيفن إلدون على موقع قاعدة بيانات الفيلم (الإنجليزية)